# Socrate venant chercher Alcibiade chez Aspasie
Socrate venant chercher Alcibiade chez Aspasie, dit aussi Alcibiades chez Aspasie, est une peinture à l'huile sur toile réalisée en 1861 par le peintre français Jean-Léon Gérôme. Elle fait partie d’une collection particulière. La toile de format horizontal mesure de 69 × 98 cm.
La toile est présentée au salon de 1861 en même temps que Phryné devant l'aréopage, Rachel, « La Tragédie » et les Deux Augures. Elle fait partie de la collection Terence Garnett à San Mateo aux États-Unis avec quatre autres toiles : Récréation dans un camp russe de 1854, Bischarin, buste de guerrier de 1872, Markas Botzaris de 1874 et Enfant avec un masque de 1861.

## Description
Le sujet présente une scène de nu féminin d’un sujet antique : Socrate venu chercher Alcibiade chez la courtisane Aspasie, entourée de sa suite et d'un lévrier.
Il s’agit d’une scène d’extérieur, certainement dans un péristyle. Alcibiade est assis sur un klinê, simplement vêtu d’un drap autour des hanches. Aspasie, qui est allongée sur le ventre, est étendue sur les genoux d’Alcibiade. À leur droite, débout, se trouve Socrate qui tient la main d’Alcibiade, comme pour l'inviter à se lever. Autour des trois protagonistes se trouve un groupe de six personnes : courtisane, serviteur ou invité. Devant sur la gauche, se trouve, dans la lumière, un lévrier afghan assis. Un dais de tissu est tendu au-dessus du klinè. À droite, se trouve une stèle surmontée d’une tête de pan ou de satire.
À l’arrière-plan, se dresse un autel, de la végétation, puis les colonnes du bâtiment et enfin un ciel bleu.
La signature de l’artiste se trouve au centre sur le pendant du dais à gauche J. L. GEROME. MDCCCLXI sur deux lignes.
Il existe trois esquisses de ce sujet : une esquisse du lévrier afghan qui sera après coup l’objet d’un tableau, une première esquisse avec plusieurs nus qui fait partie de la collection Butin à Cleveland. Une esquisse de 20 × 32 cm plus proche du tableau final et qui ne fait pas apparaître de chien, mais un des personnages au second plan tenant encore une lyre. Seul le tambourin est resté sur la version définitive.
Dans sa première esquisse, au cœur d'un jardin luxuriant, des servantes très peu vêtues jouent du tambour. Gérôme va se tourner vers un sujet avec plus de retenue, certainement pour éviter les critiques reçues par son Intérieur grec.
Le sujet réunit trois des thèmes de prédilection de l'auteur, scène d'histoire, nu et animaux.

## Galerie

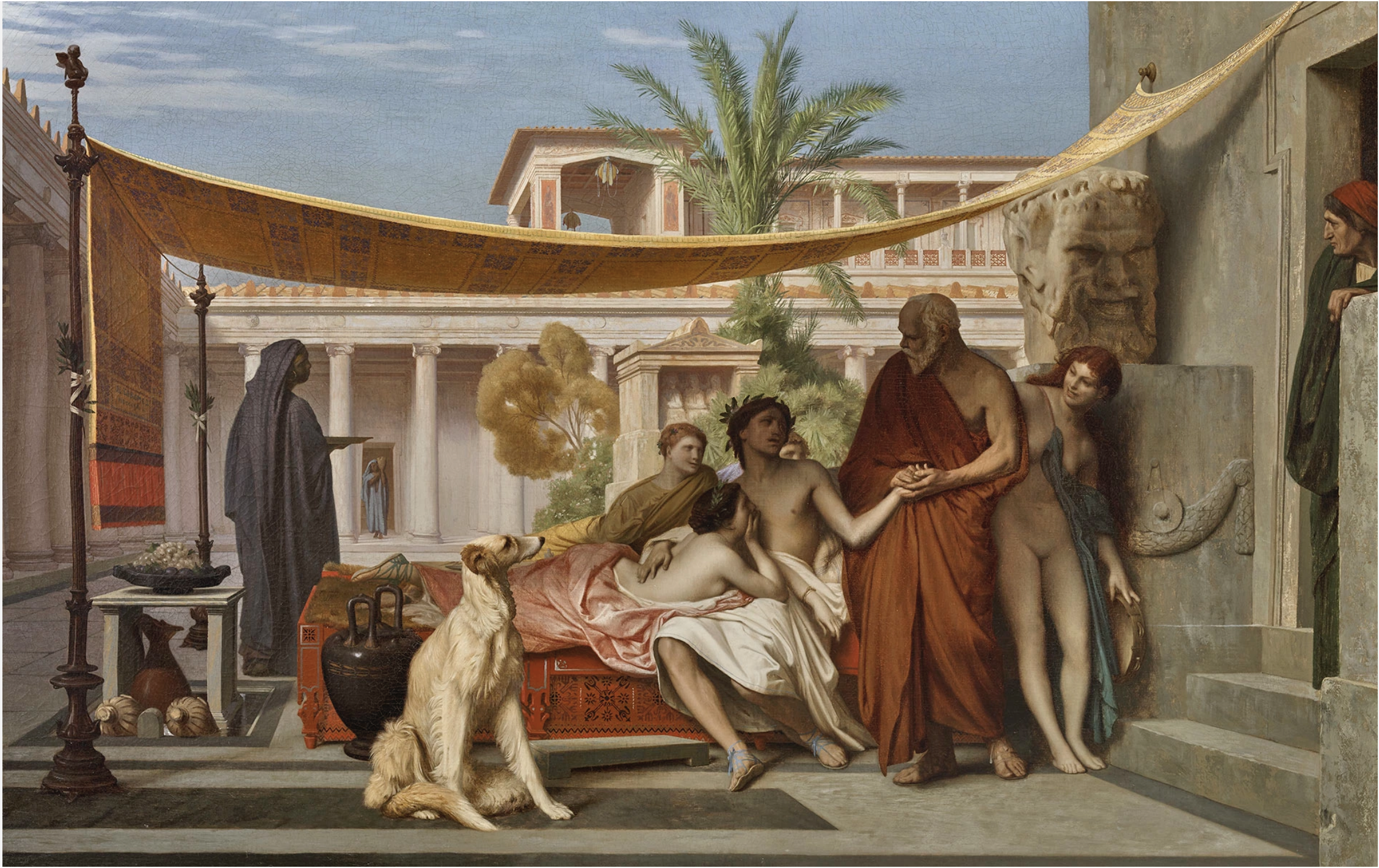
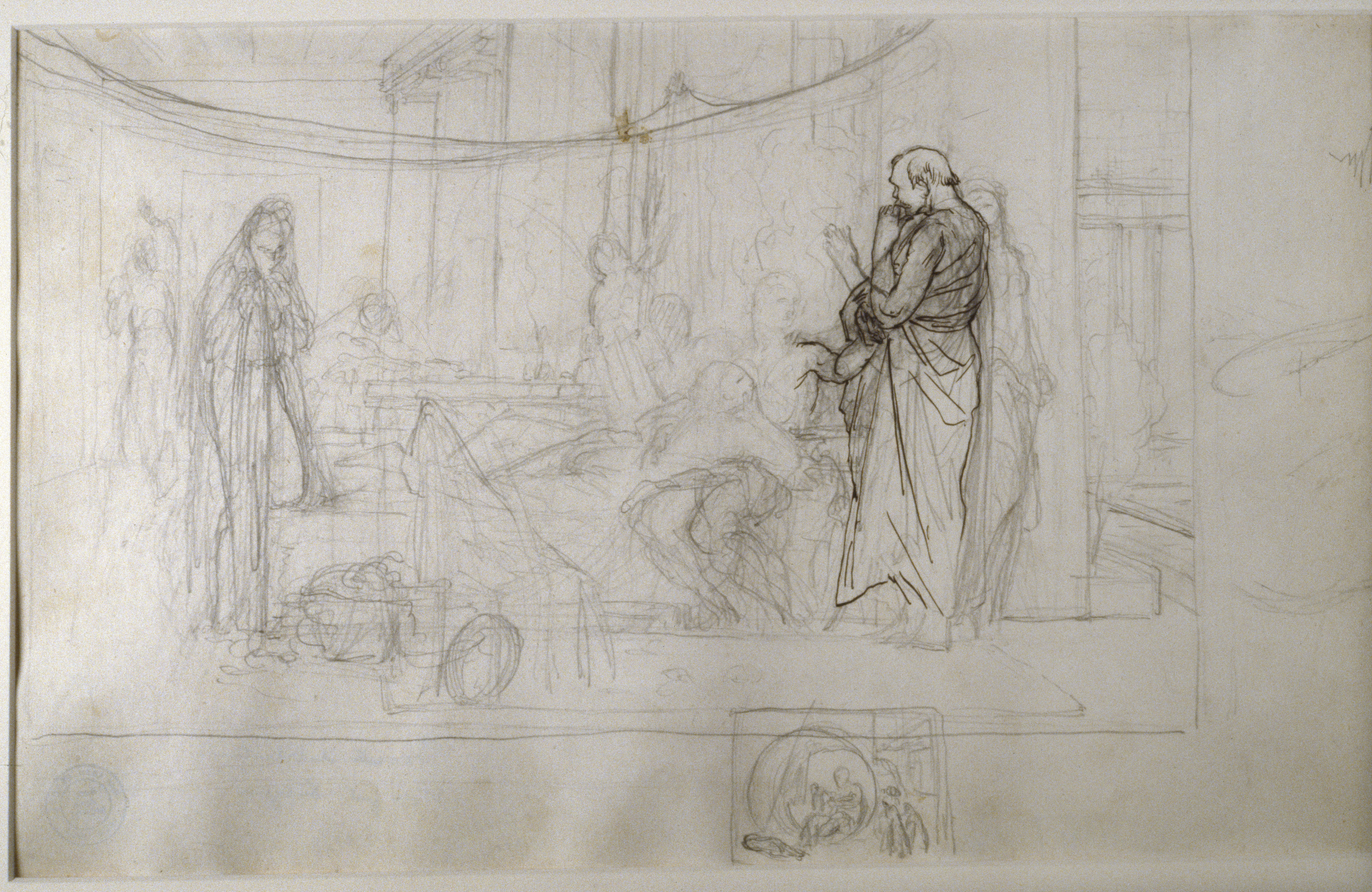
Dessin préparatoire avec un dessin de Diogène.
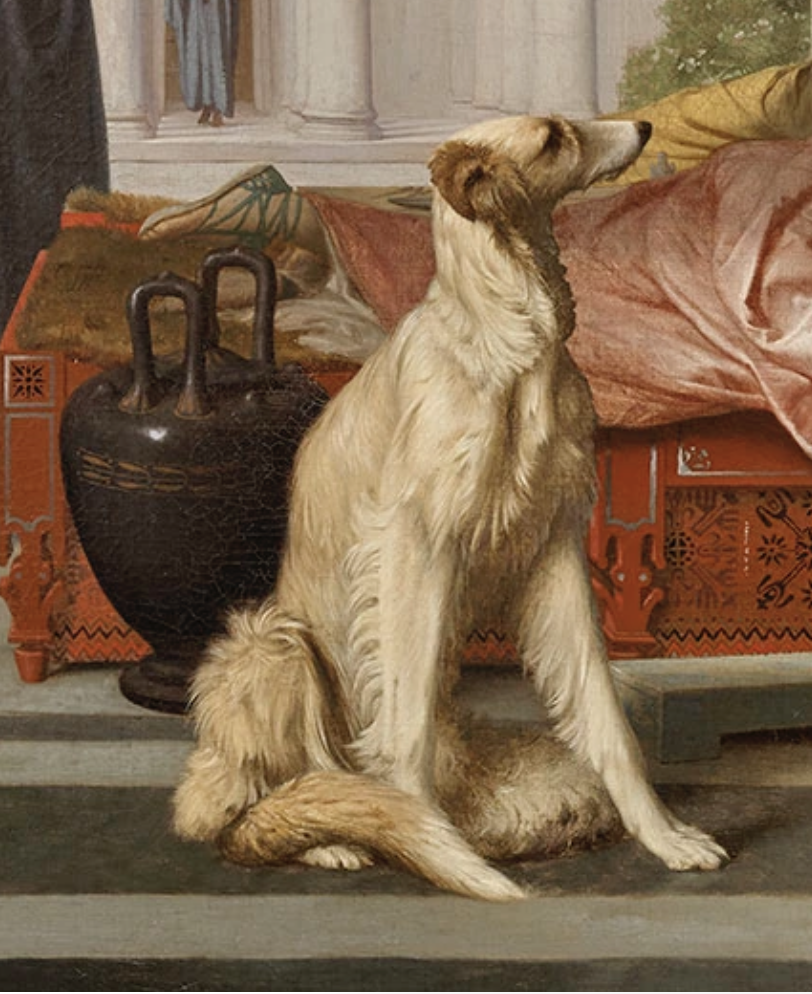
Détail du lévrier.
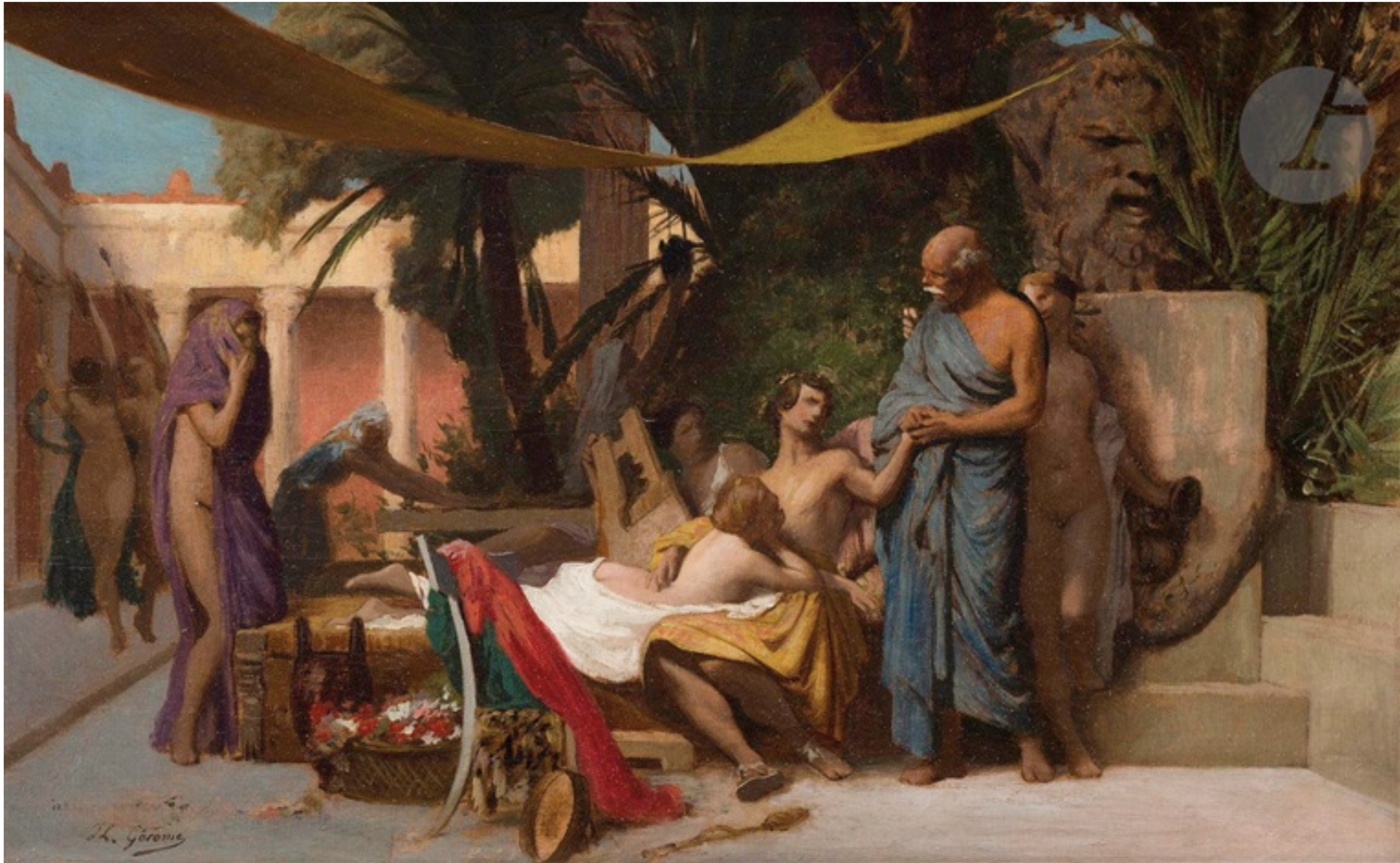
Première esquisse.
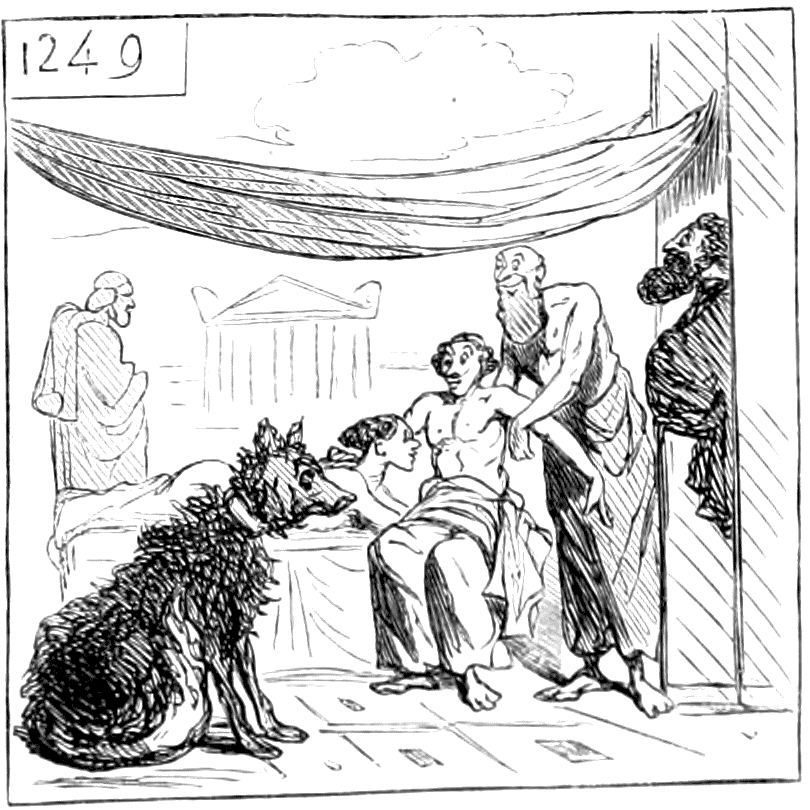
Caricature dans Charivari.